# Sarafinești
Sarafinești – wieś w Rumunii, w okręgu Botoszany, w gminie Corni. W 2011 roku liczyła 1500 mieszkańców.